# 愛德華茲 (伊利諾伊州)
愛德華茲（英語：Edwards）是位於美國伊利諾伊州皮奧里亞縣的一個非建制地區。該地的面積和人口皆未知。

## 地理
愛德華茲的座標為40°44′45″N 89°44′39″W / 40.74583°N 89.74417°W，而該地的平均海拔高度為160米（即525英尺）。